# Náboženství v Belize

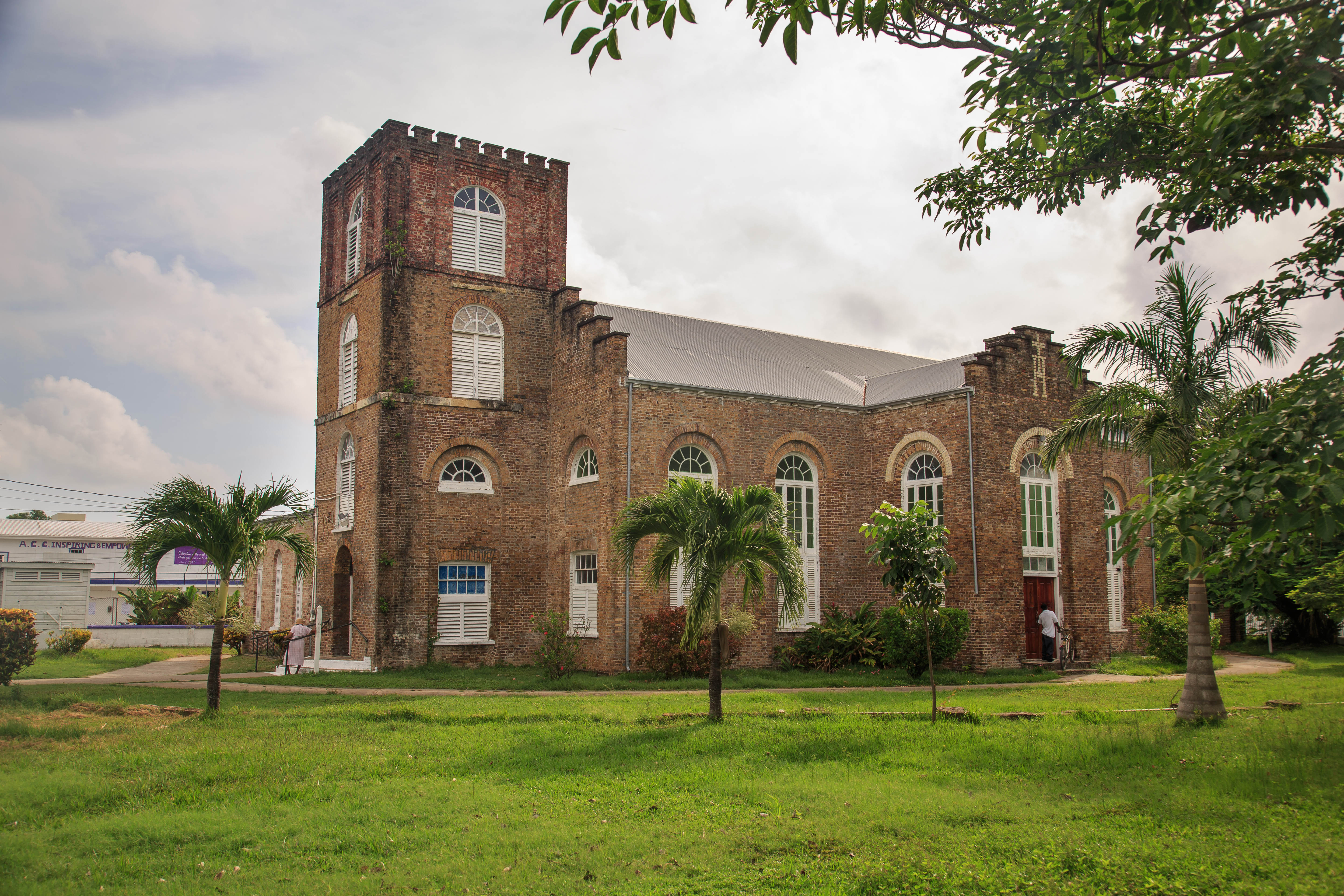
Anglikánská katedrála sv. Jana v Belize City

V Belize je praktikována řada náboženství. Většina obyvatelstva hlásí ke křesťanství. V minulosti bylo Belize převážně katolickou zemí, ale počet katolíků v posledních 40 letech soustavně klesá. Nekřesťanské menšiny tvoří hinduisté, muslimové, mormoni aj. 

## Demografie
Podle sčítání lidu z roku 2010 v zemi žilo 40 % katolíků, 8,5 % letničních křesťanů, 5,5 % adventistů sedmého dne, 4,6 % anglikánů, 3,8 % menonitů, 3,6 % baptistů. V Asi 15,6 % obyvatel se nehlásí k žádnému náboženství či církvi.
Údaje ze sčítání lidu z roku 2022 jsou následující: římští katolíci 31,8 %, letniční křesťané 9,8 %, adventisté sedmého dne 4,7 %, anglikáni 4,0 %, jiná náboženství 18,2 %. 31,0 % obyvatelstva se nehlásí k žádnému náboženství.

## Náboženská svoboda
Náboženská svoboda je zaručena ústavou a je v praxi veřejnou mocí respektována.